# ضربة الشمس
الرَّعْن أو ضربة الشمس أو ضربة الحر، هو نوع من أمراض الحرارة الشديدة والتي تؤدي إلى ارتفاع درجة حرارة الجسم لأكثر من 40.0 درجة مئوية (104.0 درجة فهرنهايت)، يعرف باسم فرط الحرارة، إلى جانب أحمرار الجلد، صداع، دوخة، وارتباك. التعرق موجود بشكل عام في ضربة الشمس المُجهدة، ولكن ليس في ضربة الشمس الكلاسيكية. قد تكون الأعراض مفاجئة أو تدريجية. ضربة الشمس هي حالة تهدد الحياة بسبب احتمال حدوث خلل وظيفي متعدد الأعضاء، مع مضاعفات نموذجية قد تشمل النوبات، انحلال الربيدات، أو القصور كلوي.
تحدث ضربة الشمس بسبب ارتفاع درجات الحرارة الخارجية و/أو المجهود البدني. يحدث عادة تحت التعرض المطول الذي يمكن الوقاية منه للحرارة البيئية أو الجهد الشديد. ومع ذلك، يمكن أن تزيد بعض الحالات الصحية من خطر الإصابة بضربة الشمس، والمرضى، وخاصة الأطفال، الذين لديهم استعدادات وراثية معينة معرضونلضربة الشمس في ظل ظروف خفيفة نسبيًا.
وتشمل التدابير الوقائية شرب السوائل الكافية وتجنب الحرارة المفرطة. العلاج عن طريق التبريد البدني السريع للجسم والرعاية الداعمة. وتشمل الأساليب الموصى بها رش الشخص بالماء واستخدام المروحة، ووضع الشخص في الماء المثلج، أو إعطاء السوائل الوريدية الباردة. في حين أنه من المعقول إضافة كمادات ثلجية حول الشخص، وهذا في حد ذاته لا يوصى به بشكل روتيني.
تؤدي ضربات الشمس إلى أكثر من 600 حالة وفاة سنويًا في الولايات المتحدة. وارتفع المعدل بين عامي 1995 و 2015. خطر الموت أقل من 5٪ في أولئك الذين يعانون من ضربة الشمس الناجمة عن ممارسة الرياضة، وتصل إلى 65٪ في أولئك الذين لم تكن ممارسة التمارين الرياضية محفزة لضربة الحر أو الشمس.

## الأعراض
تظهر ضربة الشمس عموماً بارتفاع في درجة الحرارة لأكثر من 40.6 درجة مئوية (105.1 درجة فهرنهايت) بالإضافة إلى الارتباك وعدم وجود التعرق. قبل حدوث ضربة الشمس، يظهر الناس علامات الانهاك الحراري مثل الدوخة، والارتباك العقلي، والصداع، والضعف. إذا حدثت ضربة الشمس عندما كان الشخص نائماً، قد يكون من الصعب ملاحظة الأعراض. ومع ذلك، في ضربة الشمس الإنهاكية، قد يتعرق الشخص المتضرر بشكل مفرط. وقد يكون لدى الأطفال الصغار على وجه الخصوص نوبات، وفي نهاية المطاف، فقدان للوعي، فشل في الأعضاء، والموت.

## الأسباب

### أسباب حيوية
تحدث ضربة الشمس عندما ينسحق التنظيم الحراري للجسم بسبب الإنتاج الأيضي المفرط للحرارة (المجهود)، والحرارة البيئية المفرطة، وعدم كفاية أو ضعف فقدان الحرارة من الجسم، مما يؤدي إلى ارتفاع درجة حرارة الجسم بشكل غير طبيعي بسبب تلك العوامل المجتمعة. المواد التي تمنع التبريد وتسبب الجفاف مثل الكحول والمنبهات وبعض الأدوية، والتغيرات الفسيولوجية المرتبطة بالعمر؛ مما يجعله عُرضة لما يسمى السكتة الدماغية «الكلاسيكية» أو ضربة الشمس اللاجهادية، وتحدث عادةً للأشخاص الكبار بالسن أو العجزة في فصل الصيف مع نقص التهوية. يمكن أن تحدث ضربة الشمس الإجهادية في الشباب الذين لا يعانون من مشاكل صحية أو يستخدمون الأدوية، وتحدث في معظم الأحيان للرياضيين أو العاملون في الهواء الطلق أو الأفراد العسكريين المشاركين بأنشطة مرهقة في طقسٍ حار أو في المستجيبين الأوائل المعتمدين الذين يرتدون معدات حماية شخصية ثقيلة. في البيئات التي ليست حارة فقط وإنما رطبة أيضاً، فمن المهم أن ندرك أن الرطوبة تقلل من درجة إمكانية الجسم تبريد نفسه عن طريق التعرق والتبخر. وبالنسبة للبشر والحيوانات الأخرى ذات الدم الحار، يمكن لدرجة حرارة الجسم المفرطة أن تعطل عمل الإنزيمات التي تنظم التفاعلات الكيميائية الحيوية الضرورية للتنفس الخلوي وأداء الأعضاء الرئيسية.

### السيارات
بين عامي 1998 و 2011، توفي ما لا يقل عن 500 طفل في الولايات المتحدة بسبب وجودهم داخل سيارات ساخنة و 75٪ منهم كانت أعمارهم أقل من سنتين. عندما تكون درجة الحرارة الخارجية 21 درجة مئوية (70 درجة فهرنهايت)، فإن درجة الحرارة داخل السيارة المتوقفة في أشعة الشمس المباشرة يمكن أن تتجاوز بسرعة 49 درجة مئوية (120 درجة فهرنهايت).
الأطفال الصغار، كبار السن، أو الأشخاص المعوقين الذين تركوا بمفردهم في السيارة هم معرضون بشكل خاص لخطر الخضوع لضربة شمس. «ضربة الشمس في الأطفال وكبار السن يمكن أن تحدث في غضون دقائق، حتى لو تم فتح نافذة السيارة قليلا». وبما أن هذه المجموعات من الأفراد قد لا تكون قادرة على فتح أبواب السيارة أو التعبير عن عدم الراحة لفظياً (أو بشكل مسموع داخل سيارة مغلقة)، فقد لا تُلاحظ حالتهم على الفور من قبل الآخرين في المنطقة المجاورة. من المستحسن أن يضع الوالدان محفظتهما أو حقيبتهما أو أي شيء له قيمة في المقعد الخلفي حتى يتمكنوا من رؤية أطفالهم هناك عندما يحصلون على أشيائهم من المقعد الخلفي. وبالنسبة للمجموعات الأكبر حجماً في شاحنة أو حافلة، فإن التأكد من المتشردين في نهاية الرحلة أمر ضروري، متممة بإجراءات أخرى مثل عدد الرؤوس.
الحيوانات الأليفة هي أكثر عرضة من البشر لضربات الشمس في السيارات، كالكلاب والقطط والعديد من الحيوانات الأخرى التي لا يمكن أن تنتج عرق الجسم كله لتبريد أنفسهم. يوصى بدلا من ذلك بترك الحيوانات الأليفة في المنزل مع الكثير من الماء في الأيام الحارة، أو إذاما كان يجب أن يتم جلب الكلب جنباً إلى جنب، يمكن ربطها بوعاء ماء كامل.
بين وفيات الأطفال الأخيرة في السيارات الساخنة، نصف الوفيات حدثت بسبب نسيان الآباء لأطفالهم في السيارة، و 18٪ حدثت بعد أن ترك الوالدين عمداً الطفل في السيارة دون فهم كيف للحرارة فعل ذلك، و30٪ حدثت بعد تسلق الطفل إلى السيارة للعب. ويمكن أن تختلف الملاحقة القانونية للوالدين في هذه الحالات اختلافاً كبيرا. في حوادث منفصلة، نسي أستاذ جامعي في ولاية كاليفورنيا أن ابنه كان في سيارة ساخنة، ومهذب خيل في ولاية فلوريدا ترك ابنته عن علم في سيارته خلال سباقات الخيل. وأسفر كل منها عن وفاة الطفل بشكل غير مقصود؛ لم يحاكم أبداً أستاذ الكلية، في حين أن مهذب الخيل حُكِم عليه بالسجن 20 عاماً في السجن تلاها الترحيل.

## الوقاية
يمكن الحد من خطر ضربة الشمس من خلال مراقبة التدابير الوقائية لتجنب ارتفاع درجة الحرارة والجفاف. الضوء، الملابس الفضفاضة المناسبة والتي تسمح بالتنفس لتبخير وتبريد الجسم. تساعد القبعات واسعة الحواف بألوان خفيفة على منع الشمس من تسخين الرأس والرقبة. الفتحات في القبعة تساعد على تبريد الرأس، وعصابات الرأس المبللة مع الماء البارد أيضاً. وينبغي تجنب ممارسة التمارين الرياضية خلال ساعات النهار في الطقس الحار، كما ينبغي تجنب البقاء في الأماكن الضيقة (مثل السيارات) دون تكييف الهواء أو التهوية الكافية.
في الطقس الحار، يحتاج الناس إلى شرب الكثير من السوائل الباردة لتحل محل السوائل المفقودة من التعرق. العطش ليس علامة يمكن الاعتماد عليها لحاجة الشخص للسوائل. المؤشر الأفضل هو لون البول ويشير اللون الأصفر الداكن للبول إلى الجفاف.
نشرت إدارة السلامة والصحة المهنية في الولايات المتحدة بطاقات مع قائمة مرجعية مصممة للمساعدة في الوقاية من الإجهاد الحراري:
- معرفة علامات / أعراض الأمراض المرتبطة بالحرارة.
- منع أشعة الشمس المباشرة ومصادر الحرارة الأخرى.
- شرب السوائل بكثرة، وقبل أن تكون عطشان.
- ارتداء ملابس خفيفة الوزن، ذات ألوان فاتحة، فضفاضة.
- تجنب المشروبات التي تحتوي على الكحول أو الكافيين.

## العلاج
علاج ضربة الشمس ينطوي على التبريد الميكانيكي السريع جنبا إلى جنب مع تدابير الإنعاش القياسية.
يجب خفض درجة حرارة الجسم بسرعة. وينبغي نقل الشخص إلى منطقة باردة (في الداخل، أو على الأقل في الظل) وإزالة الملابس لتعزيز فقدان الحرارة (التبريد السلبي). وينبغي أيضاً أن تُستخدم أساليب التبريد النشط، إذا أمكن: يتم تحميم الشخص في الماء البارد، أو يمكن استخدام سترة ارتفاع درجة الحرارة. (ومع ذلك، لف الشخص بالمناشف المبللة أو الملابس يمكن أن تعمل في الواقع كعازل مما يزيد درجة حرارة الجسم.) تساعد الكمادات الباردة الموضوعة على الجذع والرأس والعنق والمغبن على تبريد الضحية. ويمكن استخدام مروحة أو وحدة تكييف الهواء المجففة للمساعدة على تبخر الماء.
غمر الشخص في حوض الماء البارد هو طريقة معترف بها على نطاق واسع للتبريد. قد تتطلب هذه الطريقة جهد العديد من الناس، وينبغي رصد الشخص بعناية أثناء عملية العلاج. وينبغي تجنب الغمر للشخص الغير واعي، ولكن إذا لم يكن هناك بديل، يجب أن يكون رأس الشخص فوق الماء.
كان يُعتقد أن الغمر في الماء البارد جدا له نتائج عكسية عن طريق الحد من تدفق الدم إلى الجلد وبالتالي منع الحرارة من الهروب من مركز الجسم. ومع ذلك، فقد تم الطعن في هذه الفرضية في الدراسات التجريبية. فضلاً عن الاستعراضات المنهجية للبيانات السريرية، مما يشير إلى أن تضيق الأوعية الجلدية وتوليد الحرارة بالرعدة لا تلعب دوراً مهيمناً في انخفاض درجة حرارة الجسم الأساسية الناجمة عن الغمر بالماء البارد. وهذا يمكن أن يُنظر إليه في تأثير انخفاض حرارة الجسم المغمور، حيث يرتبط انخفاض درجة حرارة الجسم مباشرة لدرجة الحرارة البيئية، وعلى الرغم من الدفاعات الجسدية لإبطاء انخفاض درجة الحرارة لبعض الوقت، فإنها تفشل في نهاية المطاف للحفاظ على التوازن الحراري. دانترولين ، وهو عامل مُشل مباشر المفعول، يلغي الارتعاش وفعال في العديد من أشكال أخرى من ارتفاع الحرارة، بما في ذلك توليد الحرارة المركزية، المحيطية، والخلوية، وليس له أي آثار فردية أو مضافة للتبريد في سياق ضربة الشمس، مما يدل على عدم وجود استجابة الحرارة الذاتية للغمر بالماء البارد. وهكذا، لا يزال الغمر بالمياه الباردة المعيار الذهبي لمعالجة ضربة الشمس المهددة للحياة.
الترطيب مهم في تبريد الشخص. في حالات خفيفة من الجفاف المصاحب، يمكن أن يتحقق الترطيب عن طريق مياه الشرب، أو يمكن أن تستخدم المشروبات الرياضية متساوية التوتر التجارية كبديل. في الجفاف الذي يسببه التمرين أو الحرارة، يمكن أن يؤدي اختلال توازن الشوارد، ويمكن أن يزداد سوءاً بسبب الاستهلاك الزائد للمياه. نقص صوديوم الدم يمكن تصحيحه عن طريق تناول السوائل مفرطة التوتر. امتصاص الجسم عادةً سريع وكامل في معظم الناس ولكن إذا كان الشخص هو مشوش، وفاقد للوعي، أو غير قادر على تحمل السوائل عن طريق الفم، سيكون التنقيط في الوريد ضرورياً لتعويض السوائل والشوارد.
وينبغي إعادة تقييم حالة الشخص واستقرارها من قبل العاملين الطبيين المدربين. وينبغي مراقبة معدل ضربات القلب والتنفس لدى الشخص، وقد يكون من الضروري إجراء الإنعاش القلبي الرئوي إذا انتقل الشخص إلى السكتة القلبية.

## توقعات سير المرض
كان يعتقد منذ فترة طويلة أن ضربات الشمس نادراً ما تؤدي إلى العجز الدائم وأن فترة النقاهة تكاد تكون مكملة. ومع ذلك، وبعد موجة الحر في شيكاغو عام 1995، درس باحثون من المركز الطبي لجامعة شيكاغو جميع المرضى ال 58 الذين يعانون من ضربات شمس شديدة بما فيه الكفاية لتتطلب العناية المركزة في 12 مستشفى في المنطقة بين 12 و 20 يوليو 1995، والذين تتراوح أعمارهم من 25 إلى 95 سنة . وقد توفي ما يقارب النصف من هؤلاء المرضى في غضون عام - 21 في المئة قبل خروجهم من المستشفى و 28 في المئة بعد الخروج. وكان الكثير من الناجين قد فقدوا وظيفتم المستقلة بشكل دائم؛ والثلث منهم يعاني من ضعف وظيفي حاد عند التسريح من الوظيفة، ولم يتحسن أي منهم بعد عام واحد. واعترفت الدراسة أيضاً أنه بسبب ازدحام الأوضاع في جميع المستشفيات المشاركة خلال الأزمة، فإن الرعاية الفورية - التي تعتبر حاسمة - ليست شاملة كما كان ينبغي أن تكون.

## الإنتشار
في الهند، يموت المئات كل عام من موجات حرارة الصيف، بما في ذلك أكثر من 2500 في عام 2015. وفي وقت لاحق من نفس الصيف، أودت موجة الحر الباكستانية 2015 بحياة حوالي 2000 شخص.